# Frithjof Schuon
Frithjof Schuon (født 18. juni 1907 i Basel, død 5. maj 1998) var en schweizisk født forfatter, filosof, mystiker og religiøs lærer. Han er bedst kendt som en af grundlæggerne af den traditionelle skole inden for religiøs tænkning og en ledende figur inden for traditionalismen. Schuon var en alsidig forfatter, der skrev om emner som religion, metafysik, mystik, kunst og filosofi.
Schuon tilbragte en betydelig del af sit liv med at rejse og studere forskellige religiøse traditioner og mystiske læresætninger. Han var dybt engageret i islamisk spiritualitet og sufisme og betragtede islam som en af de primære kilder til spirituel visdom.
Som traditionalist mente Schuon, at sand visdom og erkendelse kunne findes i de essentielle principper i de store verdensreligioner og filosofiske systemer. Han argumenterede for, at disse traditioner indeholder universelle sandheder og metafysiske principper, der kan lede mennesker til åndelig oplysning og transcendens. Hans tilgang til religion og mystik har haft en betydelig indflydelse på spirituel tænkning og interreligiøs dialog.

## Bøger
- Schuon, Frithjof. "From the Divine to the Human: Survey of Metaphysics and Epistemology." (1982).
- Schuon, Frithjof. The transcendent unity of religions. Quest Books, 1984.
- Schuon, Frithjof. In the Face of the Absolute. World Wisdom Books, 1989.
- Schuon, Frithjof. Roots of the human condition. World Wisdom, Inc, 2002.
- Schuon, Frithjof. Sufism: Veil and Quintessence: A New Translation with Selected Letters. World Wisdom, Inc, 2006.
- Schuon, Frithjof. Art from the Sacred to the Profane: East and West. World Wisdom, Inc, 2007.
- Schuon, Frithjof. Christianity/Islam: Perspectives on Esoteric Ecumenism: a New Translation with Selected Letters. World Wisdom, Inc, 2008.